# Fernando Mauhum
Fernando Hugo Mauhum (Río Cuarto, 10 de enero de 1923-ibídem, julio de 1991) fue un abogado y político argentino de la Unión Cívica Radical. Se desempeñó como diputado nacional por la provincia de Córdoba entre 1973 y 1976 y como senador nacional por la misma provincia entre 1983 y 1989.

## Biografía
Nació en Río Cuarto (Córdoba) en 1923 y se graduó de abogado en la Facultad de Derecho de la Universidad Nacional de Córdoba. Se afilió a la Unión Cívica Radical (UCR) en 1937.
Durante la dictadura autodenominada Revolución Libertadora (1955-1958), se desempeñó como secretario de Gobierno de la Municipalidad de la ciudad de Córdoba. De 1963 a 1966 integró la Cámara de Senadores de la Provincia de Córdoba. Entre 1967 y 1973 fue director del periódico Tribuna. En el ámbito partidario, fue presidente del congreso del radicalismo en la provincia de Córdoba y delegado por dicha provincia en el Comité Nacional de la UCR.
En las elecciones legislativas de 1973, fue elegido diputado nacional por la provincia de Córdoba. Su mandato, que se extendía hasta 1977, fue interrumpido por el golpe de Estado del 24 de marzo de 1976. En la Cámara, se desempeñó como vicepresidente de la comisión de Asuntos Constitucionales.
En las elecciones al Senado de 1983, fue elegido senador nacional por la misma provincia, con mandato hasta 1989. Fue presidente de la comisión de Comunicaciones e integró como vocal las comisiones de Asuntos Constitucionales; de Derechos y Garantías; y de Economía.
En el Senado, fue autor del primer proyecto de ley para modificar la legislación sobre radiodifusión heredada de la última dictadura. Así mismo, desde la presidencia de la comisión de Comunicaciones, se opuso al control estatal de la radiodifusión, apostando por la privatización de todos los canales de televisión. Fue también autor de proyectos de ley de creación del Consejo Federal de Informática (COFEIN), de garantía de los depósitos en moneda extranjera, del código aduanero y de reforma de la ley de correos.
Falleció en julio de 1991, a los 68 años, víctima de un accidente de tránsito a las afueras de Río Cuarto, junto a su hijo. Días más tarde fue homenajeado en el Senado.